# Zio Marvel
Zio Marvel è un personaggio immaginario dei fumetti originariamente creato per la Fawcett Comics, e oggi di proprietà della DC Comics, che compare nelle storie della Famiglia Marvel. Creato da Otto Binder e Marc Swayze, Zio Marvel fu creato inizialmente come personaggio di supporto di Mary Marvel e comparve per la prima volta in Wow Comics n. 18 nell'ottobre 1943.

## Biografia del personaggio
Un uomo anzianotto e rotondo di nome Dudley, Zio Marvel non possiede nessun reale superpotere. Affermando di essere lo zio di Mary Batson, l'alter ego adolescente di Mary Marvel, Dudley tentò di ingannare la Famiglia Marvel. I Marvels, possedendo la saggezza di Salomone, videro le intenzioni di Dudley, ma dato che era, secondo loro, un "vecchio adorabile imbroglione", gli permisero di unirsi alla squadra in qualità di manager, Zio Marvel, e assecondarono la sua pretesa di avere dei poteri Marvel. Quando dovette fare utilizzo dei suoi supposti poteri, Dudley si lamentò sempre che il suo "shazambago" (termine fittizio per dolori alla schiena, o mal di schiena) interferiva con i suoi poteri, sebbene i Marvel sapessero la verità. Dudley/Zio Marvel fu raffigurato sulla base dell'attore americano W.C. Fields.
Zio Marvel continuò ad apparire nelle storie della Famiglia Marvel attraverso il 1948, in cui il personaggio fu quasi abbandonato. Ritornò ai fumetti della Famiglia Marvel quando la DC Comics cominciò a pubblicare nuove storie e a stamparle sotto il nome di Shazam!, nel 1972. Dopo quarant'anni di comparse con la Famiglia Marvel, nel 1987 Zio Marvel fu rinnovato insieme a tutta la linea di Shazam!. Nella miniserie di quattro numeri del 1987 Shazam!The New Beginning di Roy Thomas e Tom Mandrake, il personaggio divenne Dudley Batson, un vero zio di Billy Batson, l'alter ego di Capitan Marvel.
Una seconda revisione di Zio Marvel fu introdotta nel fumetto del 1994 The Power of Shazam! di Jerry Ordway e ne risultò una serie di fumetti dello stesso nome, rendendo il personaggio di Thomas e Mandrake non canonico. Nelle storie di Ordway, Dudley H. Dudley è il custode della scuola frequentata da Billy Batson, che stravede per il ragazzo e inavvertitamente scopre che Billy è l'alter ego dell'eroe di Fawcett City. Questa rivelazione porta Dudley ad essere coinvolto in numerose avventure della Famiglia Marvel, includa una storia (The Power of Shazam! n. 11 e n. 12) in cui Dudley ottenne temporaneamente i super poteri (ed il costume della versione originale di Zio Marvel). Dudley continuò a comparire in The Power of Shazam! per tutta la durata della serie come ricorrente personaggio di supporto, di solito in coppia con il Signor Rosso Boccalarga, una tigre antropomorfica amica di Capitan Marvel che finì per diventare il compagno di stanza di Dudley.
Dopo la cancellazione di The Power of Shazam! nel 1999, lo "zio" Dudley virtualmente scomparì dalle pubblicazioni della DC Comics, salvo per un piccolo cameo in 52 n. 16 al matrimonio di Black Adam con Isis e i due brevi camei nei numeri illustrati da Jerry Ordway di Justice Society of America (vol. 3, numeri 24 e 28) nel 2009.

## Altri media
- Una serie televisiva in onda sulla rete CBS il sabato mattina, dal 1975 al 1978, intitolata Shazam!, vedeva protagonisti Capitan Marvel ed il suo giovane alter ego, Billy Batson, in compagnia da un uomo anziano chiamato "Il Mentore". Il personaggio del Mentore era ispirato al personaggio di Zio Marvel, che nei numeri correnti degli anni settanta del fumetto di Shazam! cominciò a portare un paio di folti baffi per somigliare a Les Tremayne, l'attore che interpretava il Mentore nella serie televisiva.
- Lo stesso Zio Marvel comparve insieme al resto della Famiglia Marvel nella serie animata del sabato mattina, tra il 1981 e il 1982, The Kid Superpower Hour with Shazam!.
- Zio Marvel compare come super criminale di Terra 3 nel film animato Justice League: Crisis on Two Earths. Nel film animato è chiamato Zio super (Uncle super) e fa parte dei "Made Men" di Superwoman. Oltre a ciò è anche provvisto di super poteri. Il suo costume, qui, somiglia a quello di Black Adam, ma gli mancano il mantello e il simbolo del fulmine sul petto.